# Argue with a Tree...
Argue with a Tree... è il primo album dal vivo (pubblicato anche in DVD con interviste e contenuti aggiuntivi) del gruppo musicale alternative rock statunitense Blue October, pubblicato nel 2004.

## Tracce
CD 1
1. Retarded Disfigured Clown (Intro) / Amnesia – 4:59
2. Independently Happy – 5:25
3. H.R.S.A. – 4:33
4. Drop – 4:24
5. Sexual Powertrip – 3:41
6. Clumsy Card House – 4:07
7. Blue Sunshine – 6:13
8. Balance Beam – 4:01
9. Quiet Mind – 4:23
10. Inner Glow – 4:17
11. Ugly Side – 5:11
12. Black Orchid – 6:32

CD 2
1. For My Brother – 6:22
2. Breakfast After 10 – 5:17
3. Calling You – 4:15
4. Italian Radio – 4:22
5. Somebody – 4:25
6. Razorblade – 4:37
7. Chameleon Boy – 6:52
8. James – 6:13
9. Amazing – 6:30
10. Weight of the World – 4:03
11. PRN – 5:20
12. Come in Closer – 5:12 (featuring Zayra Alvarez)
13. The Sound of Pulling Heaven Down – 1:45

## Formazione
- Justin Furstenfeld - voce, chitarra
- Jeremy Furstenfeld - batteria, cori
- C.B. Hudson - chitarra, cori
- Ryan Delahoussaye - violino, mandolino, tastiere, cori
- Zayra Alvarez - cori
- Piper Skih - basso, cori